# محطة شيرايك للتوليد
تم اقتراح إنشاء محطة شيرايك للتوليد وهي محطة توليد للطاقة الكهرومائية على مجري نهر النيل في السودان. وأن تكون لديها القدرة على توليد 350 ميجا واط (470000 حصان)، وهي قدرة كافية لإمداد أكثر من 235000 منزل بالطاقة.